# Wietske van Leeuwen
Wietske van Leeuwen, née le 22 septembre 1965 à Rotterdam, est une céramiste néerlandaise.

## Biographie
Née à Rotterdam de Sjoerd et de Marianne van Leeuwen, Wietske van Leeuwen grandi à Mijnsheerenland. Son père dirige une société de négoce de bois à Overschie, et son oncle est le photographe Piet van Leeuwen (né en 1942). Elle étudié l'artisanat et l'art textile à la formation des enseignants à Delft de 1984 à 1989, et la conception céramique à l'Académie Gerrit Rietveld à Amsterdam de 1989 à 1993 sous Jan van der Vaart, et Henk Trumpie.
Après l'obtention du diplôme, elle s'installe à Amsterdam en tant qu' artiste indépendante et commence son propre atelier. Elle perçoit un certain nombre de subventions du Mondriaan Fonds, la Fondation néerlandaise pour les Arts Visuels. Ses œuvres sont construites dans un style baroque, avec des coquillages et des fruits comme motifs récurrents. Depuis 1997, elle travaille également en tant que professeur de céramique et de dessin à différents cours.
Le travail de Van Leeuwen est présent dans la collection du musée municipal de La Haye, le musée Boijmans Van Beuningen à Rotterdam, et le musée Princessehof de la Céramique.

## Galerie photo

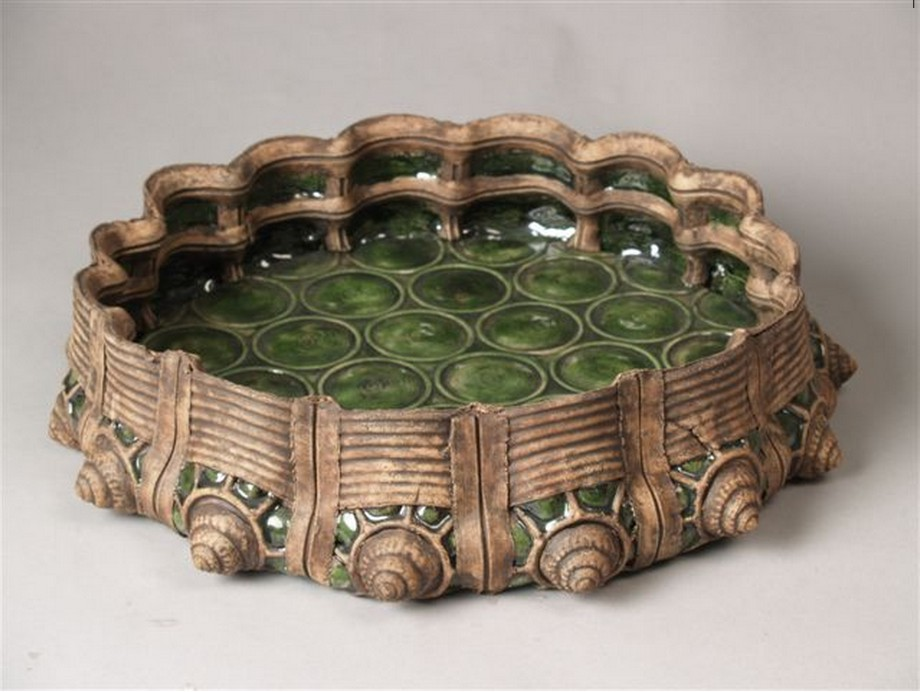
Vert bol en verre, 1997
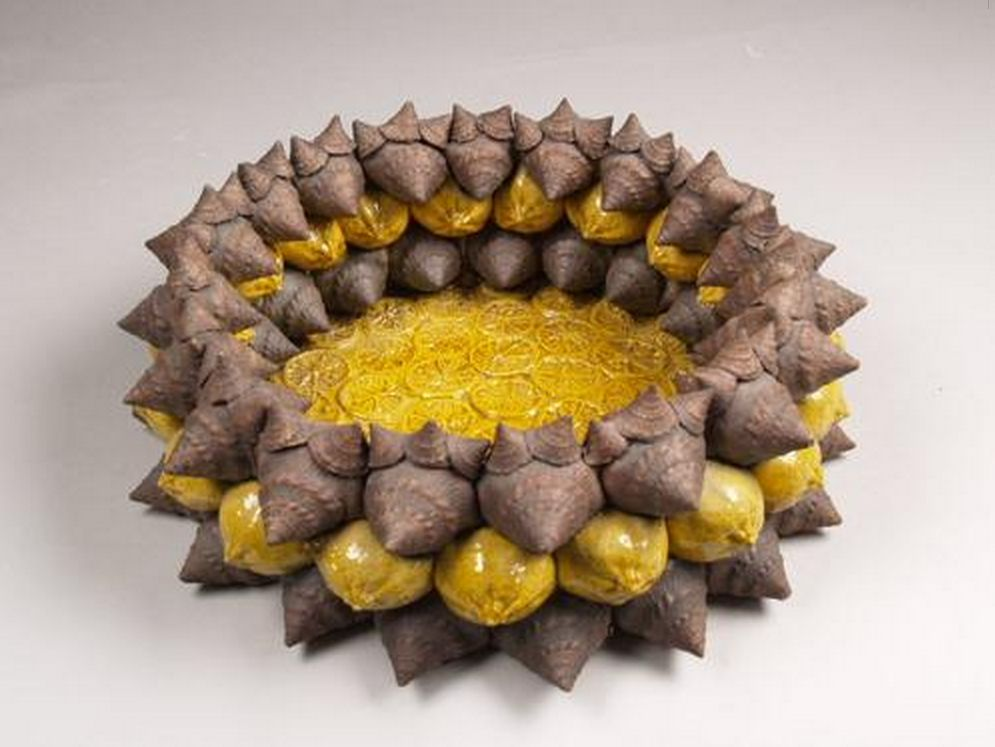
Échelle avec matt brown côté
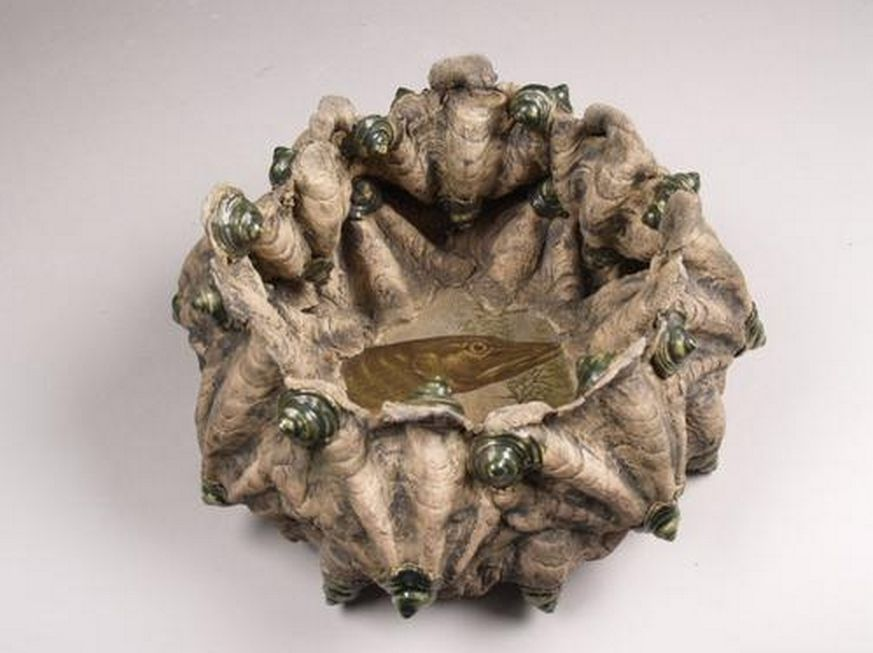
Shell bol avec deepsea brochet
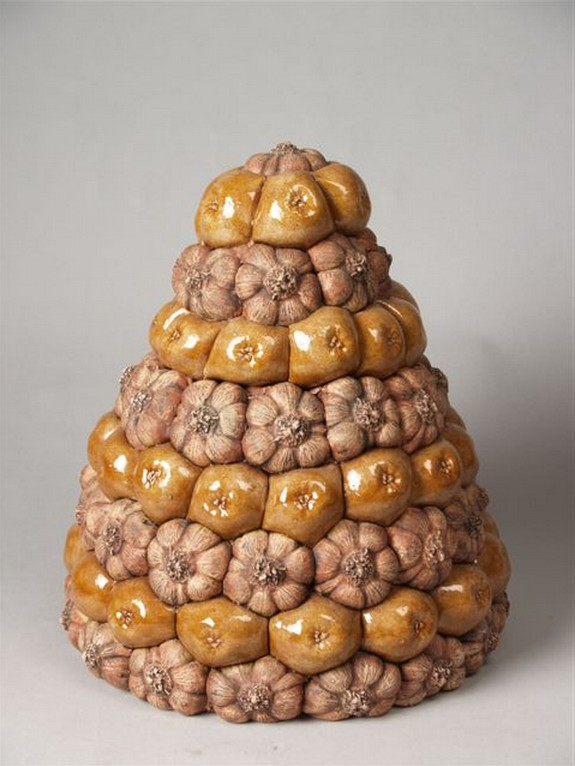
Terrine avec couvercle, 1997